# Oboronia arctimargo
Oboronia arctimargo är en fjärilsart som beskrevs av Gustaaf Hulstaert 1924. Oboronia arctimargo ingår i släktet Oboronia och familjen juvelvingar. Inga underarter finns listade i Catalogue of Life.